# Femi Kuti

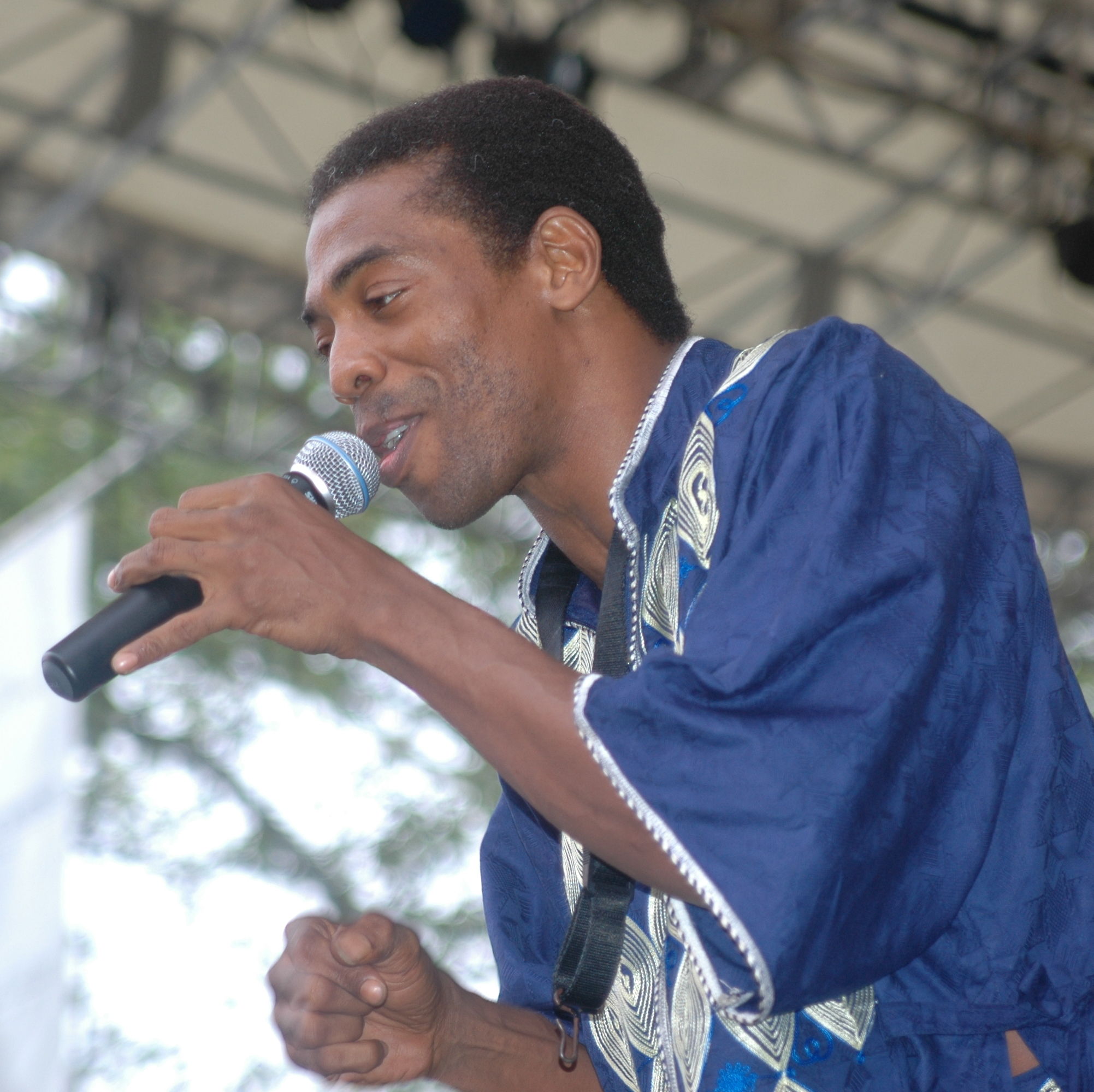
Femi Kuti

Femi Anikulapo Kuti (* 1962 in London; vollständiger Name Olufela Olufemi Anikulapo Kuti) ist ein nigerianischer Musiker.

## Biografie
Femi Kuti ist der älteste Sohn des „King of Afrobeat“ Fela Kuti. Er entstammt Felas Verbindung mit der nigerianisch-britischen Remi Taylor, die er während seines Musikstudiums in London heiratete. Kuti wuchs in Nigeria auf. Das Chaos in dem von politischen Unruhen, blutigen Auseinandersetzungen und alltäglicher Korruption geschüttelten Land und der charismatische Einfluss seines Vaters prägten Femi Kutis Entwicklung. 1984 begann er singend und Saxophon spielend dem Beispiel seines Vaters zu folgen, als dieser wegen einer angeblichen Devisenaffäre 18 Monate ins Gefängnis musste. Auf Wunsch seines Vaters übernahm er damals die musikalische Leitung des Clubs „African Shrine“, der im Stadtteil Ikeja von Lagos gelegen war. Nach Differenzen mit seiner Familie gründete er 1985 seine eigene Band „The Positive Force“, mit der er seit 1988 auch in Europa auftritt.
Die ersten eigenständigen Arbeiten veröffentlichte Femi Kuti in dem Album No Cause for Alarm, das Ende April 1989 im mondänen Eko Meridian Hotel im besten Viertel von Lagos in Anwesenheit seines Vaters öffentlich vorgestellt wurde. Im Gegensatz zu seinem Vater hat er eine distanzierte Haltung zu Drogen und vermeidet sexistische Äußerungen, für die sein Vater bekannt war. Seine Drogenverachtung brachte er in dem Song Search Yourself! deutlich zum Ausdruck.
Fela Kuti verstarb im Jahre 1997 an AIDS, Femi Kuti führt seitdem das musikalische Erbe seines Vaters fort. Den Tod seines Vaters und seiner jüngeren Schwester Sola (sie verstarb im Oktober 1997) verarbeitet Kuti im Song ’97 auf dem Album Fight to Win. Kuti nutzt seine Musik, um auf die vielfältigen Missstände des Vielvölkerstaates Nigeria aufmerksam zu machen und seine Landsleute zu mobilisieren. Zur Unterstützung seines politischen Widerstandes eröffnete er im Oktober 2000 den Club „New African Shrine“ in Lagos, Nachfolger des legendären Clubs seines Vaters.
Die von Femi Kuti praktizierte Musikrichtung nennt sich Afrobeat und ist durch zahlreiche Blasinstrumente und unverkennbare afrikanische Klänge gekennzeichnet, ist aber auch stark von US-amerikanischem Jazz beeinflusst. In den Musiktexten werden kämpferisch die perspektivlosen Lebensbedingungen in Afrika angeprangert und zahlreiche existentielle Probleme, wie der hoffnungslose Kampf gegen Aids oder die rücksichtslose Ausbeutung der Ressourcen durch multinationale Ölkonzerne, artikuliert. Wie sein Vater bedient er sich in seinen Texten des weitverbreiteten Pidgin-English, um möglichst viele Menschen im multiethnischen Nigeria zu erreichen.
Seit 2002 lebt Femi Kuti getrennt von seiner Frau Funke, mit der er einen Sohn (* September 1995) hat. In den Jahren 2006 und 2007 wurde er erneut Vater von drei Kindern.
Femi Kutis jüngerer Bruder Seun Kuti ist ebenso als Afrobeat-Musiker aktiv.

## Auszeichnungen
- 1999: Kora All African Music Awards in den Kategorien Best Artist of West Africa und Best Artist[1]

## Diskografie
- 1989: No Cause for Alarm
- 1995: Femi Kuti
- 1996: Femi Kuti & the Positive Force
- 1998: Shoki Shoki
- 1999: Shoki Remixed
- 2001: Fight to Win (nominiert für einen Grammy in der Kategorie Weltmusik)
- 2002: What will tomorrow bring (Remix, Single)
- 2004: Best of Femi Kuti
- 2004: Live at the Shrine
- 2007: The Definitive Collection (Best-of-Album)
- 2008: Day By Day
- 2010: Africa for Africa
- 2013: No Place for My Dream
- 2018: One People One World
- 2021: Stop the Hate